# Michał Boćkowski
Michał Stanisław Boćkowski (ur. 3 maja 1964 w Milanówku) – profesor fizyki. Ekspert w dziedzinie wzrostu objętościowych kryształów azotku galu (GaN) metodami syntezy z fazy gazowej (ang. halide vapour phase epitaxy – HVPE), syntezy ammonotermalnej, syntezy wysokociśnieniowej z roztworu galu (ang. high nitrogen pressure solution growth – HNPS) oraz metody wygrzewania wysokociśnieniowego (ang. ultra-high-pressure annealing – UHPA). Od 2023 roku dyrektor Instytutu Wysokich Ciśnień Polskiej Akademii Nauk (IWC PAN).

## Życiorys
Ukończył studia na Wydziale Fizyki Technicznej i Matematyki Stosowanej Politechniki Warszawskiej w 1989 roku. Po studiach rozpoczął pracę w Instytucie Wysokich Ciśnień PAN. Następnie wyjechał na studia doktoranckie do Francji. Doktorat z chemii materiałowej uzyskał w 1995 roku na Uniwersytecie w Montpellier. Stopień doktora habilitowanego uzyskał w 2013 roku w Instytucie Fizyki Polskiej Akademii Nauk. Nominację profesorską odebrał w 2021 roku.
W latach 2015–2022 kierował Laboratorium Wzrostu Kryształów w Instytucie Wysokich Ciśnień PAN.
Aktywnie współpracuje z grupami badawczymi z Japonii. W 2016 roku był wizytującym profesorem na Uniwersytecie Tohoku w Institute for Materials Research. Od 2017 regularnie pracuje na Uniwersytecie w Nagoi w zespole badawczym profesora Hiroshi Amano w Center for Integrated Research of Future Electronics (CIRFE), Institute of Materials and Systems for Sustainability (IMaSS). Współpracuje również z Tokyo University of Agriculture and Technology w Institute of Global Innovation Research (IGIR).
W latach 2004–2015 pracował w firmie TopGaN Sp. z o.o., rozwijającej technologie laserowe na GaN, gdzie był odpowiedzialny za realizację projektów naukowo-technologicznych i prace wdrożeniowe. Pełnił rolę wiceprezesa od 2008 roku.
Od 2023 jest dyrektorem Instytutu Wysokich Ciśnień Polskiej Akademii Nauk.

## Działalność badawcza i praca naukowa
Prof. Michał Boćkowski jest autorem ponad 350 publikacji naukowych, cytowanych ponad 5700 razy. Wyniki swojej pracy badawczej prezentował na ponad 100 konferencjach międzynarodowych, z czego wygłosił osobiście ponad 60 referatów zaproszonych. Organizator, współorganizator i członek Komitetów Programowych prestiżowych międzynarodowych konferencji z dziedziny fizyki i technologii wzrostu kryształów, m.in. Gallium Nitride Materials and Devices SPIE OPTO Photonics West, International Symposium on Crystal Growth – ISGN-7 (2018), International Conference on Light-Emitting Devices and Their Industrial Applications (LEDIA) 2022, International Workshop on Nitride Semiconductors (IWN2022) i innych.
Edytor książki Technology of Gallium Nitride Crystal Growth (Springer Series in Materials Science 133) Springer; 1st Edition. (Feb 12 2010) ISBN-10: 3642048285.
Profesor Michał Boćkowski jest na liście 2% najbardziej cytowanych naukowców „World Ranking Top 2% Scientists” opracowanej przez Uniwersytet Stanforda, wydawnictwo Elsevier i firmę SciTech Strategies.

## Nagrody i wyróżnienia
- 1995 – wyróżnienie pracy doktorskiej „Très honorable avec félicitations(inne języki)” za pierwszą eksperymentalną obserwację wygaszania syntezy spalania przy użyciu gazu pod wysokim ciśnieniem
- 1998 – nagroda European High Pressure Research Group[9] za wkład naukowy w badania wysokociśnieniowe półprzewodników, w szczególności półprzewodników azotkowych
- 2011 – wyróżnienie Korean Association of Crystal Growth Plaque of Appreciation za wkład w organizację konferencji International Symposium on Crystal Growth w 2011 roku